# Afronandus sheljuzhkoi
Afronandus sheljuzhkoi là danh pháp khoa học của một loài cá thuộc họ Cá sặc vện (Nandidae). Tuy nhiên, có tác giả đặt Afronandus trong họ Polycentridae của loạt Ovalentaria.
Loài này nguyên được Herman Meinken mô tả năm 1954 dưới danh pháp Nandopsis sheljuzhkoi cho chi mới Nandopsis (nghĩa là giống như Nandus). Tuy nhiên, tên chi Nandopsis của Meinken năm 1954 là không hợp lệ, do nó đã được Theodore Gill sử dụng từ năm 1862 để chỉ một chi cá trong họ Cichlidae, vì thế năm 1955 Meinken đổi tên chi thành Afronandus và tương ứng cho loài thành Afronandus sheljuzhkoi.
Tên gọi trong tiếng Anh của nó là fourspine leaffish (nghĩa đen là cá lá bốn gai hay cá sặc bốn gai), để nói tới 4 tia gai tại vây hậu môn của loài này.

## Từ nguyên
Afronandus là từ ghép từ afro- nghĩa là châu Phi và nandus - tên khoa học của chi điển hình của họ Nandidae, để nói rằng chi này là đại diện tại châu Phi của họ Nandidae.
Tính từ định danh sheljuzhkoi là để vinh danh nhà côn trùng học người Đức gốc Ukraina Leo Sheljuzhko (1890-1969), một trong những người chơi cá cảnh và nhân giống cá cảnh nhiệt đới đầu tiên tại Đế quốc Nga, người đã thu thập mẫu điển hình và gửi cho Meinken năm 1952.

## Mẫu định danh
Mẫu định danh chi và loài lưu giữ tại Bảo tàng Anh, London.

## Phân bố
Loài này được tìm thấy tại các vùng Banco, Agnéby (nay là các khu Adzopé, Agboville, Akoupé và Yakassé-Attobrou) và La Mé, các lưu vực duyên hải nhỏ ở miền nam Bờ Biển Ngà (Côte d’Ivoire); cũng được ghi nhận tại Boubo (Côte d’Ivoire) và từ tây nam Ghana.

## Đặc điểm
Chiều dài tối đa 4,2 cm. Vây lưng: tia gai 15-16; tia mềm: 9-10; Vây hậu môn: tia gai 4; tia mềm: 6-7. Miệng to và có thể thò ra thụt vào; xương tiền hàm vươn dài đến mức của vùng chẩm; xương trước nắp mang có răng cưa; không đường bên; 5 hàng vảy trên má; vây đuôi tròn. Màu sắc có độ thay đổi cao, trong số các yếu tố ảnh hưởng thì nó cũng phụ thuộc vào trạng thái cảm xúc của cá; thông thường, nó có màu nền là nâu sẫm; mống mắt đỏ; các nắp mang với đốm lớn màu đen có ranh giới phía sau là một dải màu đỏ tươi nhưng khi bị căng thẳng, màu sắc nhanh chóng chuyển sang màu cẩm thạch với các sọc ngang màu nâu sẫm và nâu sáng xen kẽ; ở các cá thể non thì hai bên thân có một loạt các sọc chéo sáng màu.